# Том Сойер — сыщик
«Том Сойер — сыщик» (англ. Tom Sawyer, Detective) — приключенческий роман Марка Твена, написанный в 1896 году, продолжение приключений Тома Сойера и Гекльберри Финна.

## Сюжет
Литературная обработка реальных событий, происходивших несколькими десятками лет ранее (времени написания) в Швеции. Том Сойер и его друг Гекльберри Финн помогают расследовать запутанное преступление: кражу бриллиантов и убийство, для чего им приходится уехать из Миссури в Арканзас.
Повествование ведётся от лица Гека Финна.

## Факты
- В фильме «Лига выдающихся джентльменов» присутствует персонаж Том Сойер, который заявляет, что «работал сыщиком». Действие фильма происходит в самом конце XIX века, при этом Тому 18 лет; действие книги происходит в 1860-х, Тому 16-17 лет.
- В 1938 году по книге был снят одноимённый фильм[1].

## Обвинения вплагиате
В 1909 году датский школьный учитель Вальдемар Торесен (англ. Valdemar Thoresen) опубликовал в журнале Maaneds заметку, в которой утверждал, что Твен позаимствовал сюжет романа из рассказа Стена Блихера «Викарий Уэйлби» (англ. The Vicar of Weilby).
Поскольку этот рассказ был переведён с датского только на немецкий, но не на английский, секретарь Марка Твена написал Торесену ответ: «Мистер Клеменс (Марк Твен) не знает датского языка, и очень посредственно знаком с немецким. Поэтому он не читал книги, о которой Вы говорите, и не видел её переводов. Сюжет „Тома Сойера — детектива“ полностью выдуман мистером Клеменсом, который никогда не был плагиатором».
Сам Твен по этому поводу заявил, что он взял основу сюжета своего произведения из старых шведских криминальных хроник, перенёс действие в Америку и добавил несколько малозначительных деталей.